# Tetradrachme

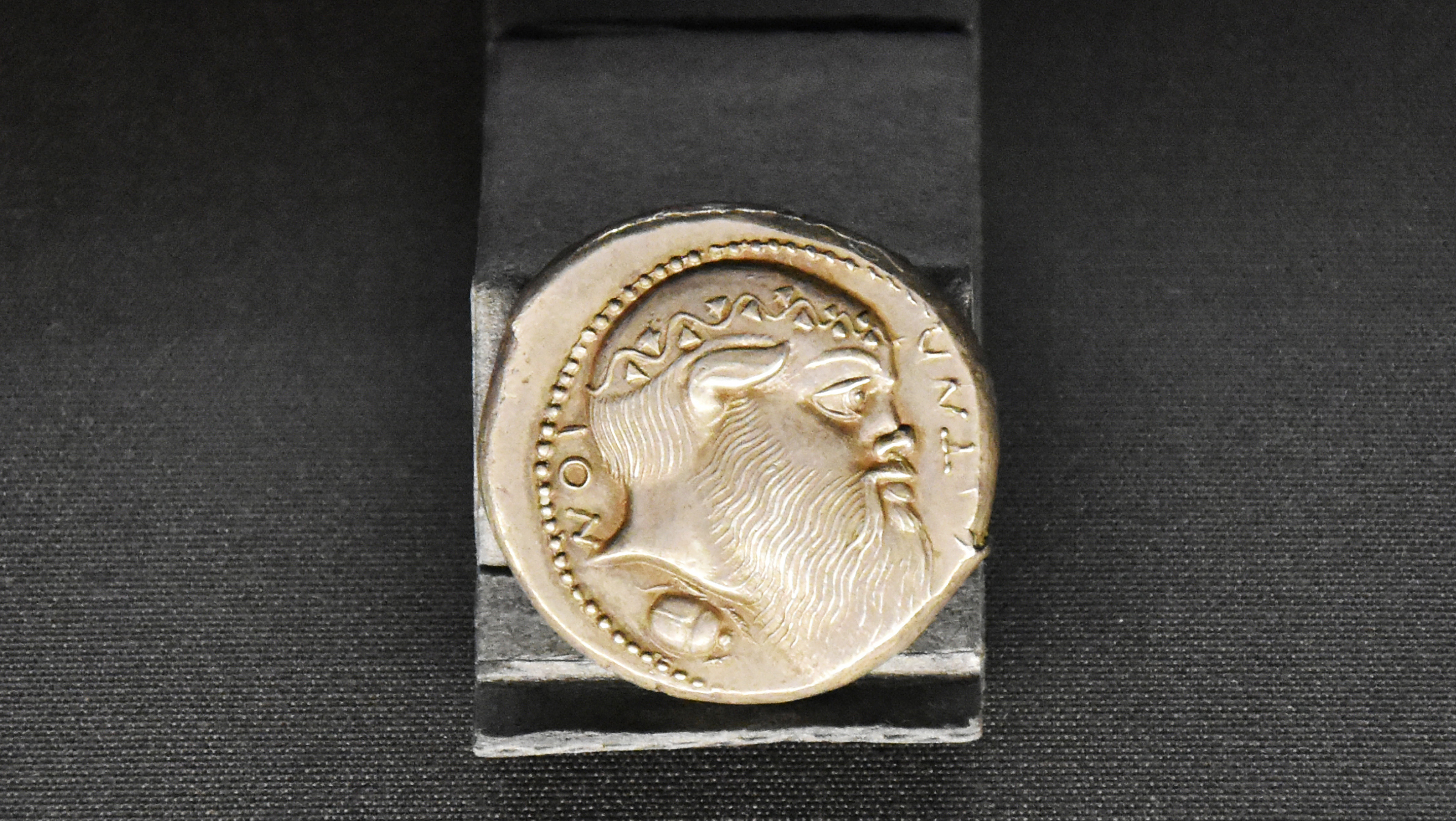
De Tetradrachme van Aetna

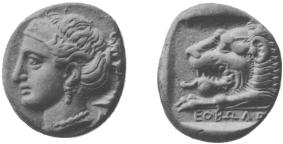
Opschrift, Aphrodite Euploia en een voorsteven op de achtergrond (linkerkant) en een incuse vierkant met een leeuwenkop erin en de naam van een magistraat eronder (zilveren tetradrachme, Knidos, ca. 400 v.Chr.)

Een tetradrachme is een zilveren Griekse munt met de waarde van vier drachmen.
De eerste tetradrachmen zijn omstreeks 515-510 voor Christus in Athene geslagen met de gehelmde kop van de krijgshaftige godin Athena op de voorzijde en haar uil op de keerzijde. De bijnaam van de tetradrachme is dollar van de oudheid omdat zij de volgende eeuwen overal in het Middellandse Zeegebied zou worden geaccepteerd en gerespecteerd als internationaal betaalmiddel. De tetradrachme was gebruikelijke munt voor de Attische standaard, terwijl de didrachme (twee drachmen) dat was voor de Aeginetische standaard.
Naast Athene sloegen ook veel andere Griekse poleis tetradrachmen. Een bekende tetradrachme is de Tetradrachme van Aetna,  de midden-vijfde-eeuwse stad Aitna met een afbeelding van Silenus, die wordt bewaard in het penningkabinet van de Koninklijke Bibliotheek van België en de "Mona Lisa van de numismatiek" wordt genoemd. (afbeelding)